# Turulung-Vii, Satu Mare
Turulung-Vii (în maghiară Túrterebesi Szőllőhegy) este un sat în comuna Turulung din județul Satu Mare, Transilvania, România. Este situat pe DC7 (vine din Turulung și merge spre Gherța Mică) și DC8 (merge spre Gherța Mare).

 Acest articol despre o localitate din județul Satu Mare este deocamdată un ciot. Puteți ajuta Wikipedia prin completarea lui.